# Rolf Witthöft

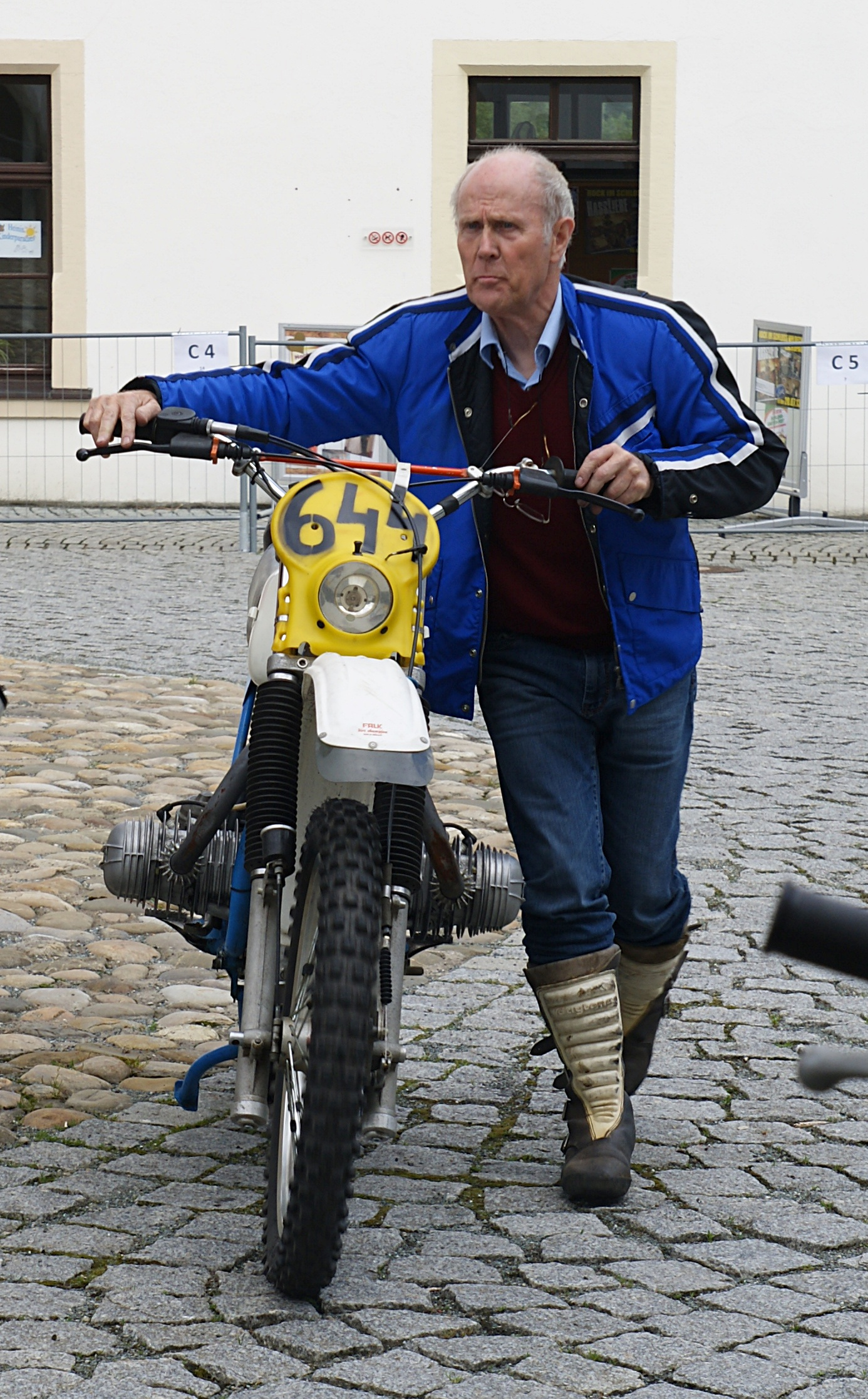
Rolf Witthöft (2013)

Rolf Witthöft (* 17. September 1944; † 13. März 2025) war ein deutscher Endurosportler und Unternehmer. Er war mehrmaliger Europameister und Mitglied der siegreichen deutschen Trophy- und Silbervasenmannschaften bei den Internationalen Sechstagefahrten (Six Days).

## Leben
Rolf Witthöft wurde als Sohn des Bad Oldesloer Fahrzeugwerkstattbesitzers Heinrich Witthöft geboren. 1960 begann er eine Lehre im elterlichen Betrieb. Gleichzeitig wagte er erste Schritte im damals noch Geländesport genannten Endurosport. 1962 nahm er als „Ausweisfahrer“ auf einer 50-cm³-Kreidler an Trial-, Motocross-, Grasbahn- und Enduro-Veranstaltungen teil. Ab 1964 fuhr er eine 100-cm³-Hercules. Dank seiner Erfolge wurde er noch im Laufe der Saison Werksfahrer. 1966 gewann er eine Goldmedaille bei den Six Days auf der Insel Man. 1967 wurde er erstmals Deutscher Geländemeister und gewann im polnischen Zakopane erneut eine Goldmedaille bei der Sechstagefahrt.
Da sich Hercules am Ende der Saison aus dem Motorsport zurückzog, wechselte Witthöft zum österreichischen Hersteller Puch. 1968 und 1969 gewann er in der 125-cm³-Klasse die Deutsche Meisterschaft sowie die neu geschaffene Europameisterschaft. 1969 war er Mitglied der siegreichen Silbervasenmaschaft bei den Six Days in Garmisch-Partenkirchen. 1970 wechselte Witthöft zu Zündapp. In den Jahren 1970 bis 1976 gewann er fünfmal die Deutsche Geländemeisterschaft, 1970 bis 1973 sowie 1975 die Europameisterschaften, errang bis 1976 sechsmal eine Goldmedaille bei den Six Days und wurde 1973 punktbester Fahrer. Als Kapitän war er maßgeblich an den Siegen der bundesdeutschen Trophymannschaft bei den Six Days 1975 auf der Isle of Man und 1976 im österreichischen Zeltweg beteiligt.
Um sich mehr dem eigenen Motorradgeschäft widmen zu können, beendete er 1976 seine aktive Karriere – jedoch nicht für lange. 1978 startete er in der neuen Klasse „über 750 cm³“ mit einem auf der Basis der Straßenmaschine Kawasaki Z 750 selbst entwickelten Geländemotorrad. Rolf Witthöft wurde damit deutscher Meister und schlug die Werkstruppe von BMW. Diese verpflichtete ihn deshalb fürs Folgejahr. 1980 gelang ihm dann der Sieg in der Europameisterschaft und mit der deutschen Mannschaft ein Silbervasengewinn bei den Six Days im französischen Brioude.
Da sich BMW danach aus dem Endurosport zurückzog und sich nur noch auf die Rallye Paris–Dakar beschränkte, beendete Witthöft sein Werksengagement. Mit einer selbstgebauten Kawasaki Z 510 nahm er noch gelegentlich an Endurowettbewerben teil. In den Jahren 2000 bis 2007 war er häufiger Teilnehmer an sogenannten „Klassik-Enduro“ mit historischen Motorrädern.

## Erfolge
Deutsche Geländesport-Meisterschaft
ab 1967 18 Titel in den Klassen 100, 125 und über 750 cm³
Europameisterschaft
Klasse bis 125 cm³: 1968 bis 1973, 1975
Klasse bis 1000 cm³: 1980
Internationale Sechstagefahrt
1969, 1980: Silbervase
1975, 1976: Trophy
1973: Gesamtsieger

## Auszeichnungen
Rolf Witthöft ist seit 1973 Träger des Silbernen Lorbeerblattes der Bundesrepublik Deutschland.